# Tlacuatzin
Tlacuatzin — рід ссавців з родини опосумових. 

## Таксономічні примітки
Донедавна вважалося, що рід містить один вид — Tlacuatzin canescens. Однак молекулярні та морфологічні докази призвели до розрізнення загалом 5 видів.

## Морфологічна характеристика
Голова й тулуб завдовжки 85–149 мм, хвіст завдовжки 93–167 мм, вага 30–70 грамів. Волосяний покрив варіюється від м'якого і короткого до грубого і довгого, загалом верх від коричнюватого до світло-сірого, низ жовто-кремового, ноги кремово-білого забарвлення, очі оточені чорними кільцями. Вуха округлі, широкі, без волосся. Вуса відносно короткі. Хвіст чіпкий і частково вкритий хутром (іноді з білим кінчиком), приблизно такої ж довжини, як і тулуб. Задні лапи голі від пальців до п'яти, а четвертий палець довший за інші. У зрілих самиць жовто-помаранчева ділянка хутра оточує пахові молочні залози; за винятком цієї особливості самці і самиці виглядають майже однаково. Сумки немає. Череп широкий і короткий. Зубна формула: 5/4, 1/1, 3/3, 4/4.

## Середовище проживання
Населяють сезонно посушливі місця проживання, особливо змішані листяні ліси, а також чагарники, луки та сільськогосподарські угіддя у Мексиці.

## Спосіб життя
Це напівдеревні, нічні, солітарні тварини. Проводить день у гніздах, побудованих з листя, стебел і трави, як правило, у розвилках чи дуплах дерев, кущів чи кактусів, або в ущелинах скель; також може використовувати занедбані гнізда. Всеїдні, в основному харчуються комахами, також дрібними хребетними, яйцями птахів і фруктами. Хижаки: Tyto alba, Puma concolor. Розмноження відбувається в кінці літа і на початку осені. Розмір виводку — від 8 до 14. Очікувана тривалість життя 1 рік у дикій природі й 3 роки в неволі.

## Загрози й охорона
Немає серйозних загроз, однак основне середовище проживання (тобто листяний ліс) вирубується. Острівні популяції можуть опинитися під загрозою через вторгнення Rattus rattus. Tlacuatzin мешкають кількох заповідних територіях в межах свого ареалу.

## Систематика
Tlacuatzin
- вид Tlacuatzin balsasensis
- вид Tlacuatzin canescens
- вид Tlacuatzin gaumeri
- вид Tlacuatzin insularis
- вид Tlacuatzin sinaloae